# Mošenik (Tržiška Bistrica)
Mošenik je gorski potok, ki izvira v okolici prelaza Ljubelj v Karavankah in teče po Šentanski dolini do Tržiča, kjer se kot desni pritok izliva v Tržiško Bistrico. Pritoki potoka so Štefanov graben, Potočnikov graben, Tominčev potok (tudi Tominčev graben oz. Beli potok), Gebnov potok in Jezernica.